# Claude Bowes-Lyon (13e comte de Strathmore et Kinghorne)
Claude Bowes-Lyon, 13e comte de Strathmore et Kinghorne (21 juillet 1824 - 16 février 1904) est un homme politique et pair britannique.

## Biographie
Il est né à Redbourn, Hertfordshire. Il est le deuxième fils survivant de Thomas George Lyon-Bowes, Lord Glamis, et de son épouse Charlotte Grimstead. Ses grands-parents paternels sont Thomas Lyon-Bowes, 11e comte de Strathmore et Kinghorne, et sa première épouse Mary Elizabeth Louisa Rodney Carpenter. Né Claude Lyon-Bowes, il change le nom de famille en Bowes-Lyon. 
Il a également joué au cricket, faisant quatre apparitions en cricket de première classe, apparaissant trois fois pour le Marylebone Cricket Club entre 1843 et 1846, et une fois pour les Gentlemen of England en 1846.

## Mariage et famille
Le 28 septembre 1853, il épouse Frances Dora Smith, fille d'Oswald Smith, châtelain de Blendon Hall. Ils ont 11 enfants :
Il devient le 13e comte de Strathmore et Kinghorne après la mort de son frère Thomas en 1865. 
- Claude Bowes-Lyon, 14e comte de Strathmore et Kinghorne (14 mars 1855 - 7 novembre 1944), père de la reine mère Elizabeth et grand-père de la reine Élisabeth II ;
- Francis Bowes-Lyon (23 février 1856 - 18 février 1948) ;
- Ernest Bowes-Lyon (4 août 1858 - 27 décembre 1891) ;
- Herbert Bowes-Lyon (15 août 1860 - 14 avril 1897) ;
- Patrick Bowes-Lyon (5 mars 1863 - 5 octobre 1946), commandant de l'armée britannique ;
- Constance Frances Bowes-Lyon (1865 - 19 novembre 1951) ;
- Kenneth Bowes-Lyon (26 avril 1867 - 9 janvier 1911) ;
- Mildred Marion Bowes-Lyon (1868 - 9 juin 1897) ;
- Maud Agness Bowes-Lyon (1870 - 28 février 1941) ;
- Evelyn Mary Bowes-Lyon (1872 - 15 mars 1876) ;
- Malcolm Bowes-Lyon (23 avril 1874 - 23 août 1957), lieutenant-colonel de l'armée britannique.

En 1887, il est créé baron Bowes, de Streatlam Castle et Lunedale, dans la pairie du Royaume-Uni. Il est un pair écossais représentant de 1870 à 1892, et Lord Lieutenant d'Angus de 1874 jusqu'à sa mort.